# Dominic West
Dominic West (Sheffield, Inglaterra; 15 de octubre de 1969) es un actor de cine y televisión británico, ganador del Premio del Sindicato de Actores al mejor reparto y conocido por sus intervenciones en películas como 28 Days (2000), Chicago (2002), Mona Lisa Smile (2003), 300 (2006) y las series de televisión The Wire (2002-2008), The Hour (2012) y The Crown (2022-2023).

## Biografía

### Familia y juventud
Dominic West nació el 15 de octubre de 1969 en Sheffield, Yorkshire, Reino Unido; su padre, de ascendencia irlandesa, tenía en propiedad una planta de plásticos y su madre, ama de casa, amaba el teatro. Es el sexto de siete hermanos. Su primera aparición en teatro la realizó a la temprana edad de nueve años. Se graduó en literatura inglesa en Dublin's Trinity College. En 1995 se graduó en Guildhall School of Music and Drama.

### Vida personal
Contrajo matrimonio con Catherine Fitzgerald el 26 de junio de 2010, con quien ya tenía tres hijos, Dora, Senan y Francis, nacidos en 2007, 2008 y 2009, respectivamente.

## Filmografía
| Año     | Película                                  |
| ------- | ----------------------------------------- |
| 1999    | Star Wars: Episode I - The Phantom Menace |
| 1999    | El sueño de una noche de verano           |
| 2000    | 28 Days                                   |
| 2001    | Rockstar                                  |
| 2002    | Chicago                                   |
| 2002    | The Wire (TV)                             |
| 2003    | Mona Lisa Smile                           |
| 2004    | The Forgotten                             |
| 2006    | 300                                       |
| 2007    | Hannibal Rising                           |
| 2008    | Punisher: War Zone                        |
| 2010    | Centurión                                 |
| 2011    | Johnny English Reborn                     |
| 2011    | La maldición de Rookford                  |
| 2012    | John Carter                               |
| 2013    | Burton & Taylor                           |
| 2014    | Pride                                     |
| 2014    | The Affair (TV)                           |
| 2016    | Buscando a Dory                           |
| 2017    | The Square                                |
| 2018    | Tomb Raider                               |
| 2018    | Colette                                   |
| 2021    | A la caza del amor (TV)                   |
| 2022-23 | The Crown (TV)                            |

## Premios y nominaciones
| Año  | Premio                                | Categoría                                                 | Trabajo           | Resultado |
| ---- | ------------------------------------- | --------------------------------------------------------- | ----------------- | --------- |
| 2002 | Premios de la Crítica Cinematográfica | Mejor reparto de actuación                                | Chicago           | Ganador   |
| 2002 | Premios del Sindicato de Actores      | Mejor reparto en una película                             | Chicago           | Ganador   |
| 2002 | Crime Thriller Awards                 | Mejor actor                                               | The Wire          | Ganador   |
| 2011 | Premios BAFTA                         | Mejor actor                                               | Appropriate Adult | Ganador   |
| 2011 | Crime Thriller Awards                 | Mejor actor                                               | Appropriate Adult | Nominado  |
| 2011 | Royal Television Society              | Mejor actor                                               | Appropriate Adult | Nominado  |
| 2012 | Broadcasting Press Guild              | Mejor actor                                               | The Hour          | Ganador   |
| 2012 | Premios Globo de Oro                  | Mejor actor                                               | The Hour          | Nominado  |
| 2013 | Premios BAFTA                         | Mejor actor                                               | Burton & Taylor   | Nominado  |
| 2013 | Premios Satellite                     | Mejor actor de reparto de miniserie o serie de televisión | Burton & Taylor   | Nominado  |
| 2013 | Premios de la Crítica Televisiva      | Mejor actor de miniserie                                  | The Hour          | Nominado  |
| 2014 | Premios de la Crítica Televisiva      | Mejor actor de miniserie                                  | The Hour          | Nominado  |
| 2015 | Premios Globo de Oro                  | Mejor actor - Serie de televisión Drama                   | The Affair        | Nominado  |
| 2015 | Premios Satellite                     | Mejor actor de una serie de televisión - Drama            | The Affair        | Ganador   |
| 2016 | Premios Satellite                     | Mejor actor de una serie de televisión - Drama            | The Affair        | Ganador   |
| 2023 | Premios del Sindicato de Actores      | Mejor actuación de un reparto en una serie dramática      | The Crown         | Nominado  |
| 2024 | Premios Globo de Oro                  | Mejor actor - Serie de televisión Drama                   | The Crown         | Nominado  |